# Saint-Germain-la-Montagne
Saint-Germain-la-Montagne ist eine französische Gemeinde mit 215 Einwohnern (Stand 1. Januar 2022) im Département Loire in der Region Auvergne-Rhône-Alpes.

## Geografie
Saint-Germain-la-Montagne liegt 30 Kilometer nordöstlich von Roanne. Das Gemeindegebiet wird vom Botoret und vom Mussy durchflossen.
Die Gemeinde grenzt im Norden und im Osten an Chauffailles (Département Saône-et-Loire), im Norden und Westen an Saint-Clément-de-Vers, im Westen an Propières, im Südwesten an Azolette (alle Rhône), im Süden an Belleroche und im Südosten an Belmont-de-la-Loire (beide Département Loire).

## Etymologie
1793 hieß die Gemeinde zunächst nur Germain-la-Montagne. Seit 1801 trägt sie ihren heutigen Namen.

## Bevölkerungsentwicklung
| Jahr                       | 1962 | 1968 | 1975 | 1982 | 1990 | 1999 | 2007 |
| Einwohner                  | 320  | 283  | 201  | 214  | 212  | 202  | 240  |
| Quellen: Cassini und INSEE |      |      |      |      |      |      |      |

## Sehenswürdigkeiten
- Kirche Saint-Germain[2]

## Infrastruktur
- Nächster Bahnhof: Haltepunkt Chauffailles (2,5 km)
- Nächster Flughafen: Flughafen Roanne-Renaison (33,2 km)